# سوخينيتشي
سوخينيتشي (بالروسية: Сухиничи) هي إحدى مدن روسيا في الكيان الفدرالي الروسي كالوغا أوبلاست.